# Технофобия
Технофобия (от др.-греч. τέχνη — искусство, мастерство и φόβος — боязнь, страх) — страх или неприязнь к передовым технологиям или сложным электронным устройствам; страх перед техническим прогрессом вообще. Не имеет отношения к фобиям в медицинском смысле. Технофобии противопоставляется технофилия.
Впервые широко распространившись во время промышленной революции, технофобия наблюдается в различных сообществах по всему миру. Это побудило некоторые группы людей установить свою позицию по отношению к некоторым современным технологическим разработкам в целях сохранения своей идеологии. В некоторых случаях новые технологии конфликтуют с привычными верованиями или личными ценностями людей.

## История
С развитием новых машин работу квалифицированных мастеров смогли делать неквалифицированные малооплачиваемые работники — такие, как женщины и дети, поэтому первые начали опасаться за свои рабочие места (как средства к существованию). В 1675 году группа ткачей впервые уничтожила машины, которыми их заменили на рабочих местах. К 1727 году разрушение машин стало настолько распространённым, что парламент назначил наказанием за это смертную казнь. Однако даже это не остановило волну вандализма. В марте 1811 года группа работников, выступавших против машин, объединилась под именем некого Лудда — их стали называть луддитами. Они уничтожали ключевые части вязальных машин, нападали на склады комплектующих и подавали петиции о профессиональных правах, угрожая ещё более активными акциями. Плохие урожаи и голодные бунты помогали их делу, сея беспокойство среди населения и привлекая им сторонников.
Девятнадцатый век положил начало современной науке работами Луи Пастера, Чарльза Дарвина, Грегора Менделя, Майкла Фарадея, Анри Беккереля и Марии Кюри и изобретениями Никола Тесла, Томаса Эдисона и Александра Белла. Для многих мир менялся слишком быстро, они опасались происходивших перемен и хотели вернуть всё назад, как в старое «простое» время. Эти чувства выражались, например, в романтизме. Романтики, как правило, ставят воображение выше разума, «органики» над механикой, и стремятся к более «простым» пасторальным временам. Их представители — поэты Уильям Вордсворт и Уильям Блейк — считали, что технологические изменения во время промышленной революции «загрязняют» их заветные взгляды на природу, как совершенную и чистую.
После Второй мировой войны боязнь технологий продолжила расти, во многом по причине бомбардировок Хиросимы и Нагасаки. Во время холодной войны, имея ядерное оружие, люди стали задумываться: что станет с миром теперь, когда человечество имеет достаточно мощи, чтобы уничтожить себя? В эпоху после окончания Второй мировой войны появилось движение энвайронментализма (охраны окружающей среды). Первая международная конференция по загрязнению воздуха была проведена в 1955 году, а в 1960-х исследования содержания свинца в бензине вызвали гнев защитников окружающей среды. В 1980-х более серьёзными угрозами стали считаться истощение озонового слоя и глобальное потепление.

## Технофобные группы
Некоторые социальные группы считаются технофобными, например, луддиты. Многие технофобные группы протестуют против современных технологий из-за убеждённости в том, что эти технологии ставят под угрозу их образ жизни и средства к существованию. В современной философии и контркультуре существует такое понятие, как неолуддизм. Оно подразумевает критику влияния научно-технического прогресса (особенно в области компьютерных технологий) на человека и общество. В 2000 году на съезде неолуддитов присутствовали 350 человек из 29 стран.
Примером технофобии среди религиозных людей является теория заговора о компьютере «Зверь».

## Технофобия в искусстве
Некоторые примеры технофобных идей можно найти в различных видах искусства, от литературных произведений, таких как «Франкенштейн», до фильмов типа «Метрополис» и «Облачно, возможны осадки в виде фрикаделек». Многие из этих работ изображают «тёмную сторону» технологии, как её видят технофобы. Поскольку технологии становятся все более сложными и трудными для понимания, люди в большей степени движимы тревогами, связанными с современными технологиями. Наиболее характерным поджанром кино, освещающим технофобию, являются фантастические фильмы и фильмы ужасов о роботах. В числе наиболее известных научно-фантастических франшиз, сюжет которых строится вокруг потери человечеством контроля над машинами — «Терминатор» и «Battlestar Galactica». По мнению главы ВЦИОМ Валерия Фёдорова, подобные сюжеты больше свойственны западной культуре, в то время как восточное (прежде всего японское и корейское) общество воспринимает роботизацию гораздо позитивнее; для общественного мнения в России технофобия в целом также не характерна.
Во вселенной Дюны Батлерианский Джихад — это война между человечеством и злонамеренным ИИ во главе с Омниусом — мыслящей машиной, которая прямо желает исчезновения человеческой расы.
В мультфильме Город Героев демонстрируется использование передовой перспективной технологии (микроботы) в неправильных целях.
Трилогия Годфри Реджио «Кацци» также глубоко рассматривает вопросы технофобии. Идея сохранения разделения «мыслителей» и «рабочих» показывает, что даже люди, которые принимают технологии, опасаются потенциала их дальнейшего развития.